# The Austonian
The Austonian je mrakodrap v Austinu. Má 56 podlaží a s výškou 208 metrů je nejvyšší budovou ve městě. Výstavba probíhala v letech 2007–2010 podle projektu, který vypracovala firma Ziegler Cooper Architects. Developerem byla společnost Benchmark Land Development. Budova disponuje prostory o celkové výměře 54 888 m2.